# Giovanni Gaggino
Giovanni Gaggino (Varazze, 1846 – Garaoch, 1918) è stato un armatore, aforista e capitano italiano.

## Biografia
Appassionato viaggiatore e cronista d'epoca, nel 1879 intraprese un viaggio in Cina e Siberia, raggiungendo quella che lui considerava la nuova San Francisco, la cittadina russa di Vladivostok. 
La sua conoscenza della Malesia, raggiunta da lui per ben 3 volte, e dei territori limitrofi gli consentirono di formulare un dizionario e manuale di conversazione italiano-malese di estrema rarità. Nel 1898, in uno dei suoi ultimi viaggi, affiancato da un ingegnere australiano, Giovanni Gaggino percorse la vallata cinese del fiume Yang Tze Kiang.

## Opere
- Dizionario italiano e malese, preceduto da Manuale pratico di conversazione: per servire d'interprete al viaggiatore che visita e traffica con la Malesia - Singapore, Stamperia Denodaya, 1884;
- Il mio tesoro: Compendio di massime, sentenze, proverbi, consigli, pensieri - Genova, Tip. Istituto Sordomuti, 1900;
- Il mio tesoro: Massime e sentenze - Roma, Tip. Forzani e C. , 1907;
- La vallata dello Yang Tze Kiang: Appunti e ricordi di Giovanni Gaggino - Roma, Fratelli Bocca Editori, 1901;
- Viaggio nelle Molucche e nella Nuova Guinea del capitano Giovanni Gaggino - Varazze, SN, 1991;

## Aforismi
- La moneta tenuta inoperosa a nulla serve, e rende schiavo chi la possiede.
- Nelle imprese ove non è rischio, non vi può essere gloria.
- Riconoscere la propria ignoranza, è grandezza.
- Risparmio è doppio guadagno.
- La moneta è il linguaggio internazionale.
- La necessità avvilisce, come la ricchezza insuperbisce, umilia l'uomo dabbene, fa un birbante del cattivo.
- Soltanto l'ignorante può ritenersi felice; per chi ha cuore gentile ed intelletto sveglio, i mali che affliggono l'umanità bastano a renderlo infelice.